# Elenco Imperatrici del Giappone
Questo è un elenco di tutte le Imperatrici del Giappone.
| Immagine | Nome                                               | Coniuge | Regno                                                   | Vita |
| -------- | -------------------------------------------------- | --- | ------------------------------------------------------- | --- |
|          | Himetataraisuzu-hime (媛蹈鞴五十鈴媛?)             | Jimmu | 660–581 BC (81 anni)                                    | Figlia di Kotoshironushi. Sposò l'imperatore Jimmu nel 681 a.C.. Diede alla luce l'imperatore Suizei e altri due figli. Imperatrice vedova dal 581 a.C.. |
|          | Isuzuyori-hime (五十鈴依媛命?)                     | Suizei | 580–548 BC (32 anni)                                    | Figlia di Kotoshironushi. Diede alla luce l'imperatore Annei. Imperatrice vedova dal 548 a.C.. |
|          | Nunasokonakatsu-hime (渟名底仲媛命?)               | Annei | 546–510 BC (36 anni)                                    | Figlia del principe Kamo; nipote di Himetataraisuzu-hime e Isuzuyori-hime. Diede alla luce l'imperatore Itoku e altri due figli. Imperatrice vedova dal 510 a.C.. |
|          | Amonotoyototsu-hime (天豊津媛命?)                  | Itoku | 509–475 BC (34 anni)                                    | Figlia del principe Okisomimi, nipote dell'imperatore Annei e di Nunasokonakatsu-hime. Diede alla luce l'imperatore Kōshō e un altro bambino. Imperatrice vedova dal 475 a.C.. |
|          | Yosotarashi-hime (世襲足媛?)                       | Kōshō | 447–392 BC (55 anni)                                    | Figlia di Ame no Oshio no Mikoto. Diede alla luce l'imperatore Kōan e un altro figlio. Imperatrice vedova dal 392 a.C.. |
|          | Oshihime (押媛?)                                   | Kōan | 367–290 BC (77 anni)                                    | Figlia del principe Ametarashihikokunioshihito, nipote dell'imperatore Kōshō e di Yosotarashi-hime. Diede alla luce l'imperatore Kōrei e un altro bambino. Imperatrice vedova dal 290 a.C.. |
|          | Kuwashi-hime (細媛命?)                             | Kōrei | 289–214 BC (74 anni)                                    | Figlia di Shiki no Agatanushi Oome. Diede alla luce l'imperatore Kōgen. Imperatrice vedova dal 214 a.C.. |
|          | Utsushikome (欝色謎命?)                            | Kōgen | 208–157 BC (50 anni)                                    | Figlia di Oyakuchisukune. Diede alla luce l'imperatore Kaika e altri tre figli. Imperatrice vedova dal 157 a.C.. |
|          | Ikagashikome (伊香色謎命?)                         | Kaika | 152–97 BC (75 anni)                                     | Figlia di Ōhesoki. Fu una concubina dell'imperatore Kōgen, con il quale ebbe un figlio. In seguito sposò l'imperatore Kaika e diede alla luce l'imperatore Sujin e un altro figlio. Imperatrice vedova dal 97 a.C..                                                                            |
|          | Mimaki-hime (御間城姫?)                            | Sujin | 97–29 BC (68 anni)                                      | Figlia del principe Ōhiko, nipote dell'imperatore Kōgen e Utsushikome. Diede alla luce l'imperatore Suinin e altri cinque figli. Imperatrice vedova dal 29 a.C.. |
|          | Saho-hime (狭穂姫命?)                              | Suinin | 28–25 BC (3 anni)                                       | Morì nel 25 a.C. Figlia del principe Hikoimasu, nipote dell'imperatore Kaika. Diede alla luce un figlio. Morì durante la ribellione del fratello maggiore, Sahohiko. |
|          | Hibasu-hime (日葉酢媛命?)                          | Suinin | 15 BC–AD 3 (18 anni)                                    | Morì nel 3 d.c. Figlia del principe Tanba-no-Michinoushi, pronipote dell'imperatore Kaika, nipote di Saho-hime. Diede alla luce l'imperatore Keikō e altri quattro figli. |
|          | Harima no Inabi no Ōiratsume (播磨稲日大郎姫?)     | Keikō | 72–122 (40 anni)                                        | Morì nel 122 Figlia del principe Wakatakehiko, nipote dell'imperatore Kōrei. Diede alla luce quattro figli. |
|          | Yasakairi-hime (八坂入媛命?)                       | Keikō | 122–132 (10 anni)                                       | Figlia del principe Yasakairihiko; nipote dell'imperatore Sujin; cugina di mezzo dell'imperatore Keikō. Diede alla luce l'imperatore Seimu e altri 11 figli. Imperatrice vedova dal 132. |
|          | Okinagatarashi-hime (気長足姫尊?)                  | Chūai | 193–201 (8 anni)                                        | Figlia di Okinaganosukune; pronipote dell'imperatore Kaika. Diede alla luce l'imperatore Ōjin e servì come sua reggente dal 201 al 269. Imperatrice vedova dal 201. |
|          | Nakatsu-hime (仲姫命?)                             | Ōjin | 271–313 (41 anni)                                       | Figlia di Homudamawaka. Diede alla luce l'imperatore Nintoku e altri due figli. Imperatrice vedova dal 313. |
|          | Principessa Iwa (磐之媛命?)                        | Nintoku | 314–347 (33 anni)                                       | Morì nel 347 Figlia di Katsuragi no Sotsuhiko, pronipote dell'imperatore Kōgen. Poeta. Diede alla luce l'imperatore Richū, l'imperatore Hanzei, l'imperatore Ingyō e un altro figlio. |
|          | Principessa Yata (八田皇女?)                       | Nintoku | 350–?                                                   | Figlia dell'imperatore Ōjin. |
|          | Principessa Kusakanohatabino (草香幡梭皇女?)       | Richū | 405–?                                                   | Figlia dell'imperatore Ōjin. Diede alla luce la principessa Nakashi. |
|          | Oshisaka no Ōnakatsuhime (忍坂大中姫?)             | Ingyō | 413–453 (40 anni)                                       | Figlia del principe Wakanuke no Futamata, nipote dell'imperatore Ōjin. Diede alla luce l'imperatore Ankō, l'imperatore Yūryaku e altri sette figli. Imperatrice vedova dal 453. |
|          | Principessa Nakashi (中磯皇女?)                    | Ankō | 455–?                                                   | Figlia dell'imperatore Richū e di Kusakanohatabino-hime; nipote dell'imperatore Ankō. In precedenza sposata con il principe Ōkusaka, figlio dell'imperatore Nintoku, e con lui ebbe un figlio. Divenne concubina dell'imperatore Ankō nel 454.                                                 |
|          | Kusaka no Hatabi no hime (草香幡梭姫皇女?)         | Yūryaku | 457–?                                                   | Figlia dell'imperatore Nintoku. |
|          | Princess Naniwa no Ono (難波小野王?)               | Kenzō | 485–489 (4 anni)                                        | Morì nel 489 Nel Nihon Shoki : figlia del principe Oka-no-Wakugo, pronipote dell'imperatore Ingyō. Nel Kojiki : figlia del principe Iwaki, nipote dell'imperatore Yūryaku. Si suicidò per paura di mancare di rispetto all'imperatore Ninken quando era principe ereditario.                   |
|          | Princess Kasuga no Ōiratsume (春日大娘皇女?)       | Ninken | 488–?                                                   | Figlia dell'imperatore Yuryaku. Diede alla luce l'imperatore Buretsu, la principessa Tashiraka, la principessa Tachibana no Nakatsu e altri sei figli. |
|          | Kasuga no Iratsume (春日娘子?)                     | Buretsu | 499–?                                                   | Genitori sconosciuti. |
|          | Principessa Tashiraka (手白香皇女?)                | Keitai | 507–?                                                   | Figlia dell'imperatore Ninken e della principessa Kasuga no Ōiratsume. Ha dato alla luce un figlio. |
|          | Principessa Kasuga no Yamada (春日山田皇女?)       | Ankan | 534–?                                                   | Figlia dell'imperatore Ninken. Sposò l'imperatore Ankan nel 513. |
|          | Principessa Tachibana no Nakatsu (橘仲皇女?)       | Senka | 536–539 (3 anni)                                        | Figlia dell'imperatore Ninken e della principessa Kasuga no Ōiratsume. Diede alla luce cinque figli. Imperatrice vedova dal 539. |
|          | Principessa Ishi-hime (石姫皇女?)                  | Kinmei | 540–572 (32 anni)                                       | Figlia dell'imperatore Senka e della principessa Tachibana no Nakatsu. Diede alla luce l'imperatore Bidatsu e altri due figli. Imperatrice vedova dal 572. |
|          | Hirohime (広姫?)                                   | Bidatsu | 575 (10 mesi)                                           | Morì nel 575 Figlia del principe Okinaga-no-Mate; pronipote dell'imperatore Ōjin. Diede alla luce tre figli. |
|          | Principessa Nukatabe (額田部皇女?)                 | Bidatsu | 576–585 (9 anni)                                        | Figlia dell'imperatore Kinmei. Diede alla luce otto figli. Imperatrice regnante dal 592. |
|          | Principessa Hashihito no Anahobe (穴穂部間人皇女?) | Yōmei | 586–587 (1 year)                                        | Figlia dell'imperatore Kinmei. Sposata con l'imperatore Yōmei nel 564. Diede alla luce quattro figli. |
|          | Principessa Takara (宝皇女?)                       | Jomei | 630–641 (11 anni)                                       | Figlia del principe Chinu, pronipote dell'imperatore Bidatsu. Diede alla luce l'imperatore Tenji, l'imperatore Kōtoku e un altro bambino. Imperatrice regnante dal 642 al 645 e dal 655 al 661.                                                                                                |
|          | Principessa Hashihito (間人皇女?)                  | Kōtoku | 645–?                                                   | Morì nel 665 Figlia dell'imperatore Jomei e della principessa Takara. |
|          | Yamato Hime no Ōkimi (倭姫王?)                     | Tenji | 668–?                                                   | Figlia del principe Furuhito no Ōe; nipote dell'imperatore Jomei. Poeta. Diede alla luce l'imperatore Tenmu. |
|          | Principessa Unonosarara (鸕野讃良皇女?)            | Tenmu | 673–686 (13 anni)                                       | Figlia dell'imperatore Tenji. Diede alla luce un figlio. Imperatrice regnante dal 686 al 697. |
|          | Fujiwara Asukabehime (藤原安宿媛?)                 | Shōmu | 729–749 (9 anni)                                        | Figlia di Fujiwara no Fuhito. Diede alla luce l'imperatrice Kōken e un altro figlio. Imperatrice vedova dal 749. |
|          | Principessa Inoe (井上内親王?)                     | Kōnin | 770–772 (2 anni)                                        | Figlia dell'imperatore Shōmu, sorellastra dell'imperatrice Kōken. Diede alla luce Sakahito e Osabe, che fu nominato principe ereditario. Deposta nel 772 dopo essere stato accusato di aver usato maledizioni e magia nera per promuovere Osabe al trono.                                      |
|          | Fujiwara no Otomuro (藤原乙牟漏?)                  | Kanmu | 783–790 (6 anni)                                        | Figlia di Fujiwara no Yoshitsugu. Diede alla luce l'imperatore Heizei, l'imperatore Saga e la principessa Koshi. Nominata postuma imperatrice vedova nell'806. |
|          | Fujiwara no Tarashiko (藤原帯子?)                  | Heizei | Titolo postumo nell'806                                 | Morì nel 794 Figlia di Fujiwara no Momokawa. Sposò l'imperatore Heizei prima della sua ascesa al trono. |
|          | Tachibana no Kachiko (橘嘉智子?)                   | Saga | 815–823 (7 anni)                                        | Figlia di Tachibana no Kiyotomo. Sposò l'imperatore Saga nell'809. Diede alla luce l'imperatore Ninmyō, la principessa Seishi e altri cinque figli. Imperatrice vedova dall'823 all'833. Grand'imperatrice vedova dall'833.                                                                    |
|          | Principessa Koshi (高志内親王?)                    | Junna | Titolo postumo nell'823                                 | Figlia dell'imperatore Kanmu e Fujiwara no Otomuro. Sposò l'imperatore Junna nell'804. Diede alla luce quattro figli. |
|          | Princess Seishi (正子内親王?)                      | Junna | 827–833 (6 anni)                                        | Figlia dell'imperatore Saga e di Tachibana no Kachiko. Diede alla luce tre figli. Imperatrice vedova dall'833 all'854. Grande imperatrice vedova dall'854. |
|          | Fujiwara no Onshi (藤原穏子?)                      | Daigo | 923–931 (7 anni)                                        | 885–954 (68–69 anni) Figlia di Fujiwara no Mototsune. Diede alla luce l'imperatore Suzaku, l'imperatore Murakami e altri due figli. Imperatrice vedova dal 931 al 946. Grande imperatrice vedova dal 946.                                                                                      |
|          | Fujiwara no Anshi (藤原安子?)                      | Murakami | 958–964 (5 anni)                                        | 927–964 (68–69 anni) Figlia di Fujiwara no Morosuke. Diede alla luce l'imperatore Reizei, l'imperatore En'yū e altri sette figli. |
|          | Principessa Masako (昌子内親王?)                   | Reizei | 967–973 (5 anni)                                        | 950–1000 (49–50 anni) Figlia dell'imperatore Suzaku. Adottò un bambino. Imperatrice vedova dal 973 al 986. Grande imperatrice vedova dal 986. |
|          | Fujiwara no Koshi (藤原媓子?)                      | En'yū | 973–979 (5 anni)                                        | 947–979 (31–32 anni) Figlia di Fujiwara no Kanemichi. |
|          | Fujiwara no Junshi (藤原遵子?)                     | En'yū | 982–997 (15 anni)                                       | 957–1017 (59–60 anni) Figlia di Fujiwara no Yoritada. Imperatrice vedova dal 1000 al 1012. Grande imperatrice vedova dal 1012. |
|          | Fujiwara no Teishi (藤原定子?)                     | Ichijō | 990–1001 (10 anni)                                      | 977–1001 (23–24 anni) Figlia di Fujiwara no Michitaka. Diede alla luce tre figli. |
|          | Fujiwara no Shōshi ja (藤原彰子?)                  | Ichijō | 1000–1012 (12 anni)                                     | 988–1074 (86 anni) Figlia di Fujiwara no Michinaga. Diede alla luce l'imperatore Go-Ichijō e l'imperatore Go-Suzaku. Imperatrice vedova dal 1012 al 1018. Grande imperatrice vedova dal 1018.                                                                                                  |
|          | Fujiwara no Seishi (藤原娍子?)                     | Sanjō | 1012–1016 (4 anni)                                      | 972–1025 (52–53 anni) Figlia di Fujiwara no Naritoki. Ha dato alla luce sei figli. |
|          | Fujiwara no Kenshi ja (藤原妍子?)                  | Sanjō | 1012–1018 (6 anni)                                      | 994–1027 (32–33 anni) Figlia di Fujiwara no Michinaga. Diede alla luce la principessa Teishi. Imperatrice vedova dal 1018. |
|          | Fujiwara no Ishi (藤原威子?)                       | Go-Ichijō | 1018–1036 (18 anni)                                     | 1027–1105 (77–78 anni) Figlia di Fujiwara no Michinaga. Diede alla luce la principessa Shōshi (1027–1105) e la principessa Kaoruko. |
|          | Principessa Teishi (禎子内親王?)                   | Go-Suzaku | 1037–1051 (14 anni)                                     | 1013–1094 (80 anni) Figlia dell'imperatore Sanjō e di Fujiwara no Kenshi (994–1027). Diede alla luce l'imperatore Go-Sanjō e altri due figli. Imperatrice vedova dal 1051 al 1068. Grande imperatrice vedova dal 1068.                                                                         |
|          | Fujiwara no Genshi (藤原嫄子?)                     | Go-Suzaku | 1037–1039 (2 anni)                                      | 1016–1039 (23 anni) Figlia del principe Atsuyasu, nipote dell'imperatore Ichijō, figlia adottiva di Fujiwara no Yorimichi. Diede alla luce due figli. |
|          | Principessa Shōshi (章子内親王?)                   | Go-Reizei | 1046–1068 (22 anni)                                     | 1027–1105 (77–78 anni) Figlia dell'imperatore Go-Ichijō e di Fujiwara no Ishi. Imperatrice vedova dal 1068 al 1069. Grande imperatrice vedova dal 1069. |
|          | Fujiwara no Hiroko (藤原寛子?)                     | Go-Reizei | 1051–1069 (18 anni)                                     | 1036–1127 (90–91 anni) Figlia di Fujiwara no Yorimichi. Imperatrice vedova dal 1069 al 1074. Grande imperatrice vedova dal 1074. |
|          | Fujiwara no Kanshi (藤原歓子?)                     | Go-Reizei | 1068–1074 (6 anni)                                      | 1021–1102 (80–81 anni) Figlia di Fujiwara no Norimichi. Diede alla luce un figlio. Imperatrice vedova dal 1074. |
|          | Principessa Kaoruko (馨子内親王?)                  | Go-Sanjō | 1069–1093 (24 anni)                                     | 1029–1093 (63–64 anni) Figlia dell'imperatore Go-Ichijō. Sposò l'imperatore Go-Sanjō nel 1051. |
|          | Fujiwara no Kenshi (藤原賢子?)                     | Emperor Shirakawa | 1074–1084 (10 anni)                                     | 1057–1084 (26–27 anni) Figlia di Minamoto Akifusa, figlia adottiva di Fujiwara no Morozane. Diede alla luce l'imperatore Horikawa e altri quattro figli. |
|          | Principessa Yasuko (媞子内親王?)                   | Onoraria, madre adottiva dell'imperatore Horikawa                                                                          | 1091–1093 (2 anni)                                      | 1076–1096 (19–20 anni) Figlia dell'imperatore Shirakawa e Fujiwara no Kenshi (1057–1084), sorella dell'imperatore Horikawa. |
|          | Principessa Tokushi (篤子内親王?)                  | Horikawa | 1093–1107 (14 anni)                                     | 1060–1114 (53–54 anni) Figlia dell'imperatore Go-Sanjō e della principessa Kaoruko. |
|          | Principessa Reishi (令子内親王?)                   | Onoraria, madre adottiva dell'imperatore Toba                                                                              | 1108–1134 (26 anni)                                     | 1078–1144 (65–66 anni) Figlia dell'imperatore Shirakawa e Fujiwara no Kenshi (1057–1084), zia dell'imperatore Toba. |
|          | Fujiwara no Tamako (藤原璋子?)                     | Toba | 1118–1124 (6 anni)                                      | 1101–1145 (43–44 anni) Figlia di Fujiwara no Kinzane. Cresciuta dall'imperatore Shirakawa dopo aver perso il padre quando aveva sette anni. Diede alla luce l'imperatore Sutoku, l'imperatore Go-Shirakawa, la principessa Muneko e altri quattro bambini.                                     |
|          | Fujiwara no Kiyoko (藤原聖子?)                     | Sutoku | 1130–1142 (12 anni)                                     | 1122–1182 (59–60 anni) Figlia di Fujiwara no Tadamichi. Imperatrice vedova dal 1142. |
|          | Fujiwara no Yasuko (藤原泰子?)                     | Toba | 1134–1139 (5 anni)                                      | 1095–1156 (60–61 anni) Figlia di Fujiwara no Tadazane. |
|          | Fujiwara no Nariko (藤原得子?)                     | Toba | 1142–1149 (7 anni)                                      | 1117–1160 (42–43 anni) Figlia di Fujiwara no Nagazane. Diede alla luce l'imperatore Konoe, la principessa Yoshiko (1141–1176) e altri due bambini. |
|          | Fujiwara no Tashi (藤原多子?)                      | Konoe | 1150–1156 (6 anni)                                      | 1140–1202 (61–62 anni) Figlia di Tokudaiji Kinyoshi, figlia adottiva di Fujiwara no Yorinaga. Imperatrice vedova dal 1156. Grande imperatrice vedova dal 1158. Consorte dell'imperatore Nijō dal 1160 al 1165. Unica imperatrice a diventare consorte di due imperatori.                       |
|          | Fujiwara no Teishi (藤原泰子?)                     | Konoe | 1150–1158 (7 anni)                                      | 1131–1176 (44–45 anni) Figlia di Fujiwara no Koremichi, figlia adottiva di Fujiwara no Tadamichi. |
|          | Fujiwara no Kinshi (藤原忻子?)                     | Go-Shirakawa | 1156–1172 (7 anni)                                      | 1134–1209 (74–75 anni) Figlia di Tokudaiji Kinyoshi. Imperatrice vedova dal 1172. |
|          | Princess Muneko (統子内親王?)                      | Onoraria, madre adottiva dell'imperatore Go-Shirakawa                                                                      | 1158–1159 (11 mesi)                                     | 1126–1189 (62 anni) Figlia dell'imperatore Toba e di Fujiwara no Tamako, sorella dell'imperatore Go-Shirakawa. |
|          | Principessa Yoshiko (姝子内親王?)                  | Nijō | 1159–1162 (2 anni)                                      | 1141–1176 (34 anni) Figlia dell'imperatore Toba e di Fujiwara no Nariko. |
|          | Fujiwara no Ikushi (藤原育子?)                     | Nijō | 1162–1173 (11 anni)                                     | 1146–1173 (26–27 anni) Figlia di Tokudaiji Saneyoshi; madre adottiva dell'imperatore Rokujō. |
|          | Taira no Tokuko (平徳子?)                          | Takakura | 1172–1182 (9 anni)                                      | 1155–1214 (58–59 anni) Figlia dell'imperatore Go-Shirakawa. Diede alla luce l'imperatore Antoku. |
|          | Princess Sukeko (亮子内親王?)                      | Onoraria, madre adottiva dell'imperatore Antoku (fino al 1183) Onoraria, madre adottiva dell'imperatore Go-Toba (dal 1183) | 1182–1187 (4 anni)                                      | 1147–1216 (68–69 anni) Figlia dell'imperatore Go-Shirakawa, zia dell'imperatore Antoku e dell'imperatore Go-Toba. |
|          | Fujiwara no Ninshi (藤原任子?)                     | Go-Toba | 1190–1200 (10 anni)                                     | 1147–1216 (68–69 anni) Figlia di Fujiwara no Kanezane. Diede alla luce la principessa Shōshi (1195–1211). |
|          | Principessa Noriko (範子内親王?)                   | Onoraria, madre adottiva dell'imperatore Tsuchimikado                                                                      | 1198–1206 (8 anni)                                      | 1177–1210 (32 anni) Figlia dell'imperatore Takakura, zia dell'imperatore Tsuchimikado. |
|          | Fujiwara no Reishi (藤原麗子?)                     | Tsuchimikado | 1205–1210 (4 anni)                                      | 1185–1243 (57–58 anni) Figlia di Fujiwara no Yorizane. |
|          | Principessa Shōshi (昇子内親王?)                   | Onoraria, madre adottiva del principe Morinari                                                                             | 1208–1209 (8 mesi)                                      | 1195–1211 (16 anni) Figlia dell'imperatore Go-Toba e Fujiwara no Ninshi, sorella del principe Morinari (poi imperatore Juntoku). |
|          | Fujiwara no Ritsushi (九条立子?)                   | Juntoku | 1211–1222 (11 anni)                                     | 1192–1248 (55–56 anni) Figlia di Kujō Yoshitsune. Diede alla luce l'imperatore Chūkyō e un altro bambino. |
|          | Principessa Kuniko (邦子内親王?)                   | Onoraria, madre adottiva dell'imperatore Go-Horikawa                                                                       | 1222–1224 (2 anni)                                      | 1209–1283 (73–74 anni) Figlia del principe Morisada, nipote dell'imperatore Takakura, sorella dell'imperatore Go-Horikawa. |
|          | Fujiwara no Ariko (藤原有子?)                      | Go-Horikawa | 1223–1227 (3 anni)                                      | 1207–1286 (78–79 anni) Figlia di Sanjō Kinfusa. |
|          | Fujiwara no Chōshi (藤原長子?)                     | Go-Horikawa | 1226–1229 (2 anni)                                      | 1218–1275 (56–57 anni) Figlia di Konoe Iezane. |
|          | Fujiwara no Shunshi (藤原竴子?)                    | Go-Horikawa | 1230–1233 (3 anni)                                      | 1218–1275 (56–57 anni) Figlia di Kujō Michiie. Diede alla luce l'imperatore Shijō e un altro bambino. |
|          | Principessa Rishi (利子内親王?)                    | Onoraria, madre adottiva dell'imperatore Shijō                                                                             | 1233–1239 (6 anni)                                      | 1197–1251 (53–54 anni) Figlia del principe Morisada, nipote dell'imperatore Takakura, zia dell'imperatore Shijō. |
|          | Fujiwara no Kisshi (藤原姞子?)                     | Go-Saga | 1242–1248 (6 anni)                                      | 1225–1292 (66–67 anni) Figlia di Saionji Saneuji. Diede alla luce l'imperatore Go-Fukakusa, l'imperatore Kameyama e altri tre figli. |
|          | Principessa Teruko (曦子内親王?)                   | Onoraria, madre adottiva dell'imperatore Go-Saga                                                                           | 1248–1251 (2 anni)                                      | 1224–1262 (37–38 anni) Figlia dell'imperatore Tsuchimikado, zia dell'imperatore Go-Saga. |
|          | Fujiwara no Kimiko (藤原公子?)                     | Go-Fukakusa | 1257–1260 (2 anni)                                      | 1232–1304 (71–72 anni) Figlia di Saionji Saneuji. Diede alla luce la principessa Reishi (1270–1307) e un altro bambino. |
|          | Fujiwara no Saneko (藤原佶子?)                     | Kameyama | 1261–1272 (11 anni)                                     | 1245–1272 (26–27 anni) Figlia di Tōin Saneo. Diede alla luce l'imperatore Go-Uda e altri due figli. |
|          | Fujiwara no Kishi (藤原嬉子?)                      | Kameyama | 1261–1269 (7 anni)                                      | 1252–1318 (65–66 anni) Figlia di Saionji Kinsuke. |
|          | Principessa Reishi (姈子内親王?)                   | Go-Uda | 1285–1291 (5 anni)                                      | 1270–1307 (36 anni) Figlia dell'imperatore Go-Fukakusa e Fujiwara no Kimiko. |
|          | Saionji Shōshi (西園寺鏱子?)                       | Fushimi | 1288–1298 (9 anni)                                      | 1271–1342 (70–71 anni) Figlia di Saionji Sanekane. Poeta. Adottò l'imperatore Go-Fushimi. |
|          | Fujiwara no Kinshi (藤原忻子?)                     | Go-Nijō | 1303–1308 (4 anni)                                      | 1283–1352 (68–69 anni) Figlia di Tokudaiji Kintaka. |
|          | Principessa Shōshi (奨子内親王?)                   | Imperatrice onoraria dell'imperatore Go-Daigo                                                                              | 1319 (6 mesi)                                           | 1286–1348 (62 anni) Figlia dell'imperatore Go-Uda, sorellastra dell'imperatore Go-Daigo. |
|          | Saionji Kishi (西園寺禧子?)                        | Go-Daigo | 1319–1333 (14 anni)                                     | dopo il 1295 e prima del 1305–1333 (27–38 anni) Figlia di Saionji Sanekane. Poeta. Sposò l'imperatore Go-Daigo nel 1314. Diede alla luce la principessa Kanshi e un altro figlio. Imperatrice vedova dal 1333.                                                                                 |
|          | Principessa Junshi (珣子内親王?)                   | Go-Daigo | 1334–1337 (3 anni)                                      | 1311–1337 (25–26 anni) Figlia dell'imperatore Go-Fushimi. Diede alla luce un figlio. |
|          | Figlia del principe Saionji (西園寺公重女?)        | Chōkei | nominata già nel 1371                                   | Nome sconosciuto. Ha dato alla luce un figlio. |
|          | Tokugawa Masako (徳川和子?)                        | Go-Mizunoo | 1624–1629 (5 anni)                                      | 1607–1678 (70 anni) Figlia di Tokugawa Hidetada. Diede alla luce l'imperatrice Meishō e altri sei figli. Adottò l'imperatore Go-Kōmyō e l'imperatore Go-Sai. |
|          | Takatsukasa Fusako (鷹司房子?)                     | Reigen | 1683–1687 (3 anni)                                      | 1653–1712 (58 anni) Figlia di Takatsukasa Norihira. Ha dato alla luce un figlio. |
|          | Principessa Yukiko (幸子女王?)                     | Higashiyama | 1708–1710 (2 anni)                                      | 1680–1720 (39 anni) Figlia del principe Arisugawa Yukihito. Ha dato alla luce un figlio. |
|          | Principessa Yoshiko (欣子内親王?)                  | Kōkaku | 1794–1820 (26 anni)                                     | 1779–1846 (67 anni) Figlia dell'imperatore Go-Momozono. Ultima figlia di un imperatore a diventare imperatrice. Diede alla luce due figli. Adottò l'imperatore Ninkō. Imperatrice vedova dal 1820.                                                                                             |
|          | Takatsukasa Tsunako (鷹司繋子?)                    | Ninkō | Titolo postumo nel 1824                                 | 1798–1823 (24–25 anni) Figlia di Takatsukasa Masahiro. Sposò l'imperatore Ninkō nel 1817. Diede alla luce due figli. |
|          | Ichijō Masako (一条勝子?)                          | Meiji | 11 gennaio 1869 – 30 luglio 1912 (43 anni, 201 giorni)  | 9 maggio 1849 – 9 aprile 1914 (64 anni, 335 giorni) Figlia di Tadayoshi Ichijō. Sposò l'imperatore Meiji l'11 gennaio 1869. Adottò l'imperatore Taishō (figlio dell'imperatore Meiji e di Yanagiwara Naruko). Imperatrice vedova dalla morte del marito nel 1912 fino alla sua morte nel 1914. |
|          | Kujō Sadako (九条節子?)                            | Taishō | 30 luglio 1912 – 25 dicembre 1926 (14 anni, 148 giorni) | 25 giugno 1884 – 17 maggio 1951 (66 anni, 327 giorni) Figlia di Kujō Michitaka. Sposò l'imperatore Taishō il 10 maggio 1900. Diede alla luce quattro figli. Imperatrice vedova dalla morte del marito nel 1926 fino alla sua morte nel 1951.                                                   |
|          | Principessa Nagako (良子女王?)                     | Shōwa | 25 dicembre 1926 – 7 gennaio 1989 (62 anni, 13 giorni)  | 6 marzo 1903 – 16 giugno 2000 (97 anni, 92 giorni) Figlia del principe Kuni Kuniyoshi. Sposò l'imperatore Shōwa il 26 gennaio 1924. Diede alla luce sette figli. Imperatrice vedova dalla morte del marito nel 1989 fino alla sua morte nel 2000.                                              |
|          | Shōda Michiko (正田美智子?)                        | Akihito | 7 gennaio 1989 – 30 aprile 2019 (30 anni, 113 giorni)   | Nata il 20 ottobre 1934 Figlia di Hidesaburō Shōda. Sposò Akihito il 10 aprile 1959. Diede alla luce tre figli. Imperatrice Emerita dall'abdicazione del marito nel 2019. |
|          | Owada Masako (小和田雅子?)                         | Naruhito | 1° maggio 2019 – presente                               | Nata il 9 dicembre 1963 Figlia di Hisashi Owada. Sposò Naruhito il 9 giugno 1993. Diede alla luce una figlia. |